# Aila Meriluoto
Aila Meriluoto (ur. 10 stycznia 1924 w Pieksämäki, zm. 21 października 2019 w Helsinkach) – fińska poetka i pisarka.

## Życiorys
Meriluoto opublikowała swój pierwszy zbiór wierszy Lasimaalaus w wieku 22 lat. Był bardzo dobrze przyjęty przez krytyków i czytelników. Stała się najbardziej znaną i szeroko czytaną poetką powojennej Finlandii. Głównymi tematami jej wczesnych wierszy były sztuka i kobiecość. Jej pierwsze kolekcje odzwierciedlają wpływ austriackiej opery Rainer Maria Rilke. W tomie Pahat unet (1956) niektóre wiersze mają dowolną formę. Kolejny tom, Portaat, pojawił się pięć lat później i tam Meriluoto znalazła swój własny nowoczesny styl wyrazu.
Meriluoto mieszkała przez 13 lat w Szwecji. W 1974 roku przeprowadziła się z powrotem do Finlandii.
Oprócz wierszy Meriluoto pisała powieści i książki dla dzieci i młodzieży. Tłumaczyła prace Harry’ego Martinsona, Rainera Marii Rilke, Szekspira i Goethego.
Meriluoto wyszła za mąż za pisarza Lauriego Viita, byli małżeństwem w latach 1948–1956. Opisała go i ich burzliwe małżeństwo w powieści biograficznej.
Meriluoto zmarła w domu opieki w Helsinkach 21 października 2019 roku w wieku 95 lat.